# Барна Мирослава Петрівна
Миросла́ва Петрі́вна Ба́рна (Іва́нців) (нар. 20 червня 1961, м. Тернопіль) — українська поетеса та перекладачка. Дружина Володимира Барни. Член Національної спілки письменників України (2002 р.). Лауреат літературної премії імені І. Блажкевич (1999 р.).

## Життєпис
Закінчила Тернопільську СШ № 3 (1978 р.), фізичний факультет Львівського університету ім. І. Франка (1985 р.) та міжнародні курси іноземних мов у Москві (1988 р.).
Від 1986 р. — педагог Тернопільської станції юних техніків, від 1992 р. — кореспондент-організатор бюро пропаганди художньої літератури НСПУ.
Від 2001 р. — проректор Інституту економіки і підприємництва (м. Тернопіль).

## Творчість
Твори опублікувала в газетах «Голос України», «Наше слово» (Польща), журналах «Вітчизна», «Дзвін», «Дивослово», «Дніпро», «Загорода», «Київ», «Тернопіль», альманасі «Вітрила», річниках «Тернопілля», антології української поезії «Золотий гомін» та інших.
Авторка збірок поезій
- «Я так довго мовчала» (К., 1996 р.),
- «Алегорії літа» (Т., 2001 р.),

книжки віршів для дітей
- «Тарантас» (К., 1998 р.).